# Glossa ordinaria

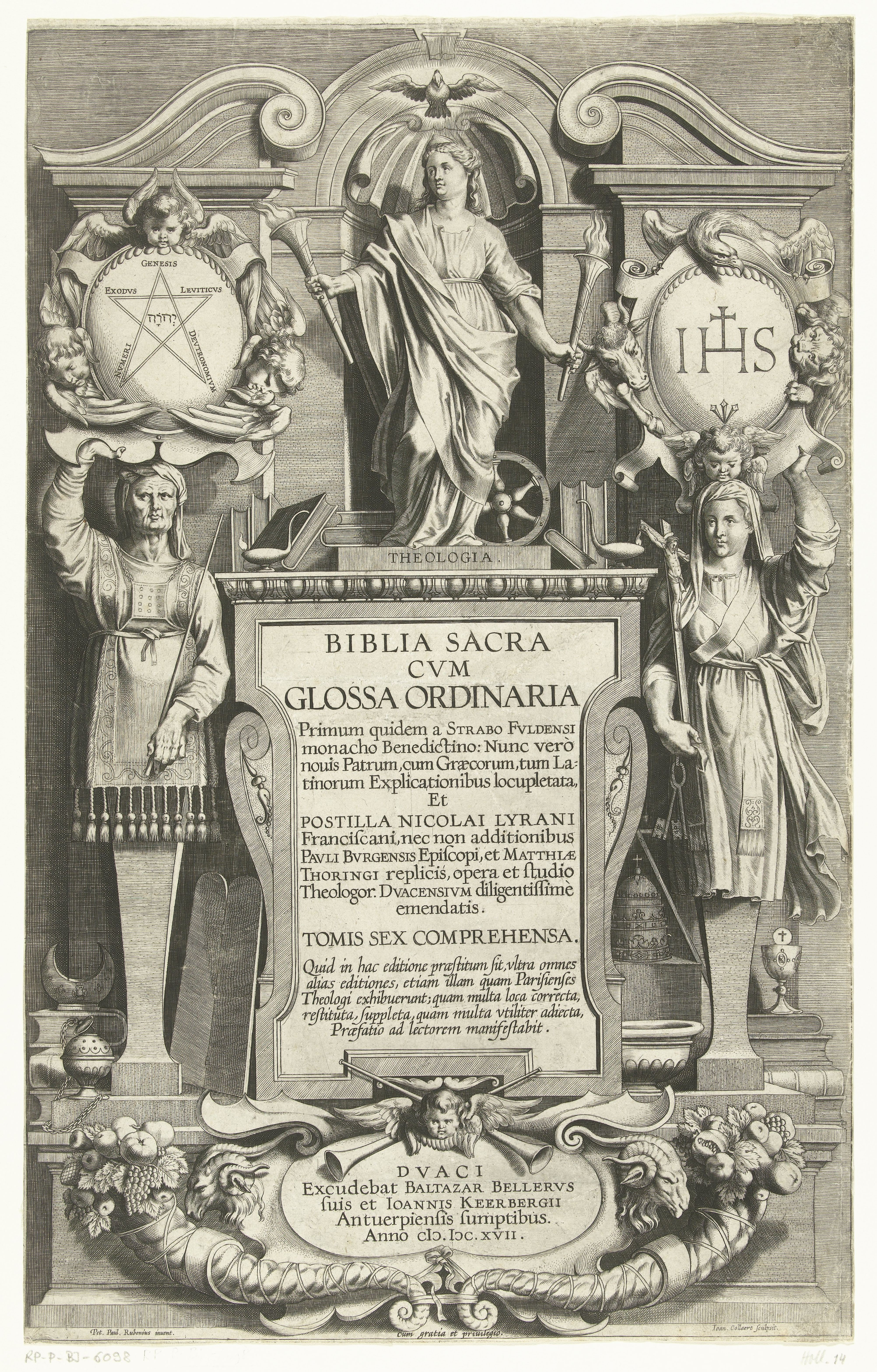
Teología en un entorno arquitectónico. Portada de la Biblia Sacra, Amberes 1617 En el centro del pedestal, grabado: 'Biblia Sacra cum glosa ordinaria....Excudebat Baltazar Bellerus..'

Por Glossa ordinaria se entiende el conjunto de comentarios o “glosas” de la Biblia que, a partir del siglo XIII, se convierten en la explicación ordinaria del testo sagrado en Occidente. Este comentario, atribuido a Walafredo Estrabón y a Anselmo de Laon se solía transmitir en forma de notas marginales e interlineales al texto sagrado, y fue impresa por primera vez en 1481 en Estrasburgo por Adolf Rusch con el título Biblia Latina: cum glossa ordinaria Walafridi Strabonis aliorumque et interlineari Anselmi Laudunensis. Generalmente, en las ediciones impresas, esta Glossa Ordinaria va seguida por los comentarios de Nicolás de Lira, Pablo de Santa María y Matthias Döring.

## Concepto
El término Glossa Ordinaria se empleaba en la Edad Media para cualquier comentario estándar de un texto importante, como la Biblia, el Corpus Iuris Civilis de Justiniano o el Decreto de Graciano. Glossa (del griego γλωσσα) en latín llegó a significar una palabra rara o difícil de interpretar, de donde viene el término “glosario” (conjunto de palabras que necesitan aclaración). De ahí que el conjunto de expresiones difíciles de un texto y sus explicaciones pasaran a llamarse “glossa”. 
Puesto que el texto más importante en la Edad Media y el más utilizado era la Sagrada Escritura, el término Glossa ordinaria, cuando no se especifica nada más, se refiere a la explicación estándar del texto bíblico.
El comentario así presentado es muy semejante a los comentarios bíblicos judíos (Mikraot Gedolot), que surgen en la misma época.

## Historia
Tradicionalmente el origen de la Glossa Ordinaria se atribuyó a Walafredo Estrabón (808-849), y su nombre aparece indefectiblemente en los títulos de todas las ediciones de la Glossa. Aunque hoy en día se es más cauto en la pretensión de conocer al autor original, se sigue pensando que la Glossa es, en gran medida, la recopilación de comentarios realizados durante la época carolingia.
Junto con las glosas marginales (glossa marginalis) atribuidas a Walafredo Estrabón, entre las líneas del texto bíblico se introdujeron otros comentarios más breves, que se atribuyen a Anselmo de Laon (Anselmus Laudunensis), el cual vivió entre los años 1050-1117. Estos comentarios se conocen como glossa interlinearis.
La Glossa compuesta por las notas marginales e interlineales, parece haberse convertido en “ordinaria” en París hacia finales del siglo XII.
En el siglo XIV, entre 1322 y 1332, el franciscano Nicolás de Lira escribió un comentario a la Sagrada Escritura que se conoce como Postilla Literallis (apostillas literales). Entre 1333 y 1339 compone una Postilla Moralis, en la que comenta el sentido alegórico de la escritura. El Postillator (el Apostillador, como será conocido Nicolás de Lira) tiene en cuenta, entre otras cosas, la obra de Rashi con todo su material rabínico, así como la interpretación que del Antiguo Testamento hacían los judíos de su época.
En el siglo XV, Pablo de Santa María, converso del judaísmo y obispo de Burgos, redacto algunos comentarios adicionales (additiones) a las apostillas de Nicolás de Lira, a menudo expresando sus divergencias con el Apostillador. Por su pasado judío, el Burgensis (el Burgalés, como se suele conocer a Pablo de Santa María) enriquece el comentario con su conocimiento del Talmud.
En el mismo siglo, poco después, el franciscano Matthias Döring (en latín, Matthias Thoringi) responde a las adiciones de Pablo de Burgos. Por lo general, Döring es muy crítico con las adiciones del Burgalés, que él prefiere llamar “corrupciones”.
Con la llegada de la imprenta, la Glossa Ordinaria se suele transmitir junto con las apostillas de Nicolás de Lira, las adiciones de Pablo de Santa María y las respuestas de Matthias Döring.
Una edición que cambia significativamente las cosas es la que en 1590 hace el franciscano François Feuardent. En el prefacio el editor explica que la Glossa ha sido corregida y el comentario ha sido enriquecido. En efecto, la versión de Feuardent contiene más referencias a los Padres de la Iglesia; además, en el Antiguo Testamento se añaden comentarios que se refieren a los Targumim y a varios comentaristas judíos como Rashi, Kimhi, Ibn Ezra y Nahmánides (Rambán); y en el Nuevo Testamento se aportan comentarios procedentes de Filón de Alejandría.
Prácticamente todos los “enriquecimientos” procedentes del mundo judío se eliminaron en la edición publicada por los benedictinos ingleses de Douai en 1617, apelando a que el comentarista original no quiso incluir autores ajenos a la fe y a Cristo. Los editores también cribaron las respuestas de Matthias Döring a Pablo de Santa María por insistir demasiado en el reproche contra los judíos. En 1634 los monjes de Douai publicarían la segunda edición, que se convertiría en el texto estándar de la Glossa en los siglos sucesivos.

## Descripción
La Glossa Ordinaria en sí consiste en la colección de comentarios bíblicos atribuidos a Walafredo Estrabón (contenidos en los márgenes del texto bíblico) y los atribuidos a Anselmo de Laon (entre las líneas del texto bíblico), ambos con abundantes referencias los padres de la Iglesia. 
En las ediciones impresas, la Glossa Ordinaria casi siempre irá seguida por las postillae o apostillas de Nicolás de Lira. Este comentario es doble: primero explica el sentido literal del texto (postilla litteralis) y luego el sentido espiritual (postilla moralis o bien moralitates). Los comentarios de Nicolás de Lira no se mezclan con los de la Glossa Ordinaria, sino que la siguen: en cada página se encuentra primero el texto bíblico, rodeado de la Glossa Ordinaria, y, en una sección aparte, debajo del texto bíblico y la Glossa, el comentario de Nicolás de Lira: primero el literal, y luego el moral. 
Al final de cada capítulo, se encuentran las “adiciones” escritas por Pablo de Santa María, indicando al inicio a qué frase se refieren exactamente. A las adiciones del Burgalés siguen las “respuestas” de Matías Döring. 